# 1991 في كولومبيا
فيما يلي قوائم الأحداث التي وقعت خلال عام 1991 في كولومبيا.

## سياسة

### انتهاء فترة المنصب
- 19 يونيو – بابلو إسكوبار عضو مجلس النواب الكولومبي.

## موسيقى

### ألبومات
من الألبومات التي صدرت هذه السنة في كولومبيا:
- 1 يناير – سحر من غناء شاكيرا.

## مواليد

### يناير
- 4 يناير – دوفان زاباتا لاعب كرة قدم كولومبي.

### فبراير
- 18 فبراير – لوسيانو أوسبينا لاعب كرة قدم كولومبي.

### مارس
- 31 مارس – جوليانا جافيريا درّاجة طريق كولومبية.

### أبريل
- 16 أبريل – لويس مورييل لاعب كرة قدم كولومبي.
- 23 أبريل – بدرو فرانكو لاعب كرة قدم كولومبي.

### يوليو
- 12 يوليو – خاميس رودريغيز لاعب كرة قدم كولومبي.
- 12 يوليو – فابيان بويرتا درّاج طريق كولومبي.

### أكتوبر
- 10 أكتوبر – ماريانا باخون درّاجة طريق كولومبية.

## وفيات

### أبريل
- 30 أبريل – إنريكي لو مورترا (مواليد 1939)